# Loučka (powiat Vsetín)
Loučka – gmina w Czechach, w powiecie Vsetín, w kraju zlińskim. Według danych z dnia 1 stycznia 2012 liczyła 755 mieszkańców.
Składa się z dwóch części:
- Loučka
- Lázy

Zobacz też:
- Loučka